# Lo más sublime
Lo más sublime o Respetad a los señores maestros es una película muda española inédita producida en el año 1927 en Barcelona por Producciones E.L.A.  y dirigida por Josep Enric Ponsá. Protagonizada por un grupo de aficionados emprendedores, se rodó durante 4 meses en fines de semana por diferentes lugares de la Costa Brava, principalmente en Blanes. El film incorpora una visión ácrata de la necesidad educativa que sufría el país.

## Argumento[6]
En San Cebrián, un pueblo de la costa, Rosa esperaba el regreso de su marido pescador, Juan, con su hija Nuri y su ahijado Sardinilla, que encontrarán muerto después de un temporal. Los amigos de la familia, Antonio y Rosita, junto con Sardinilla, deciden ir a buscar un tesoro con la ayuda de un mapa que conservaba Rosita. Sus enemigos, Tomás y Andrés, intentarán hacerse con él mediante un engaño. Andrés, además de codiciar a Rosita, la amada de Antonio, es víctima de la avaricia de Tomás y, herido, Antonio y Sardinilla lo devolverán al buen camino.

### Comentario
Los ejes principales del argumento incorporan los aires moralizantes de la época que quieren identificar lo que es bueno o es malo para el individuo: 1) Matrimonio = fidelidad = lealtad y 2) Traición = Hipocresía = Violencia = Abuso. Cabe destacar adicionalmente la focalización de las caras de los actores (primeros planos, cámara fija) y el  monocromatismo de la película para dar énfasis a las escenas (gris oscuro: personajes malos, gris claro: personajes buenos, rojizo: violencia, azulado: tranquilidad)

## Reparto[7]
| Personaje                 | Actor                | Pseudónimo de              |
| ------------------------- | -------------------- | -------------------------- |
| Antonio                   | Antonio B. De Vila   | Antonio Burgos             |
| Rosa                      | Mercedes Doménech    |                            |
| Ana Maria                 | Rosita Ponsá         |                            |
| Clara                     | Lina Vivarelli       |                            |
| Andrés, el traïdor        | Antonio Granell      |                            |
| Carlos, el Sardinilla     | Valeriano Cortés     |                            |
| Juan                      | Jaime Reixach        | Jaume Ponsá Doménech       |
| Gaspar                    | Julio Paya           |                            |
| Ibó, capitán del pailebot | Eduard de C. Tarragó | Josep Maria Casals Tarragó |
| Lucas                     | Enrique Filló        |                            |
| Niña Nuri                 | Nuria Burgos         |                            |

## Sobre la película
La película fue producida por Producciones E.L.A., empresa de nueva creación y único trabajo realizado. Llorenç Arché Codina fue uno de los impulsores como productor, junto con Josep Enric Ponsa como director, Antonio Burgos como decorador y Josep María Casals Tarragó como productor ejecutivo y actor.

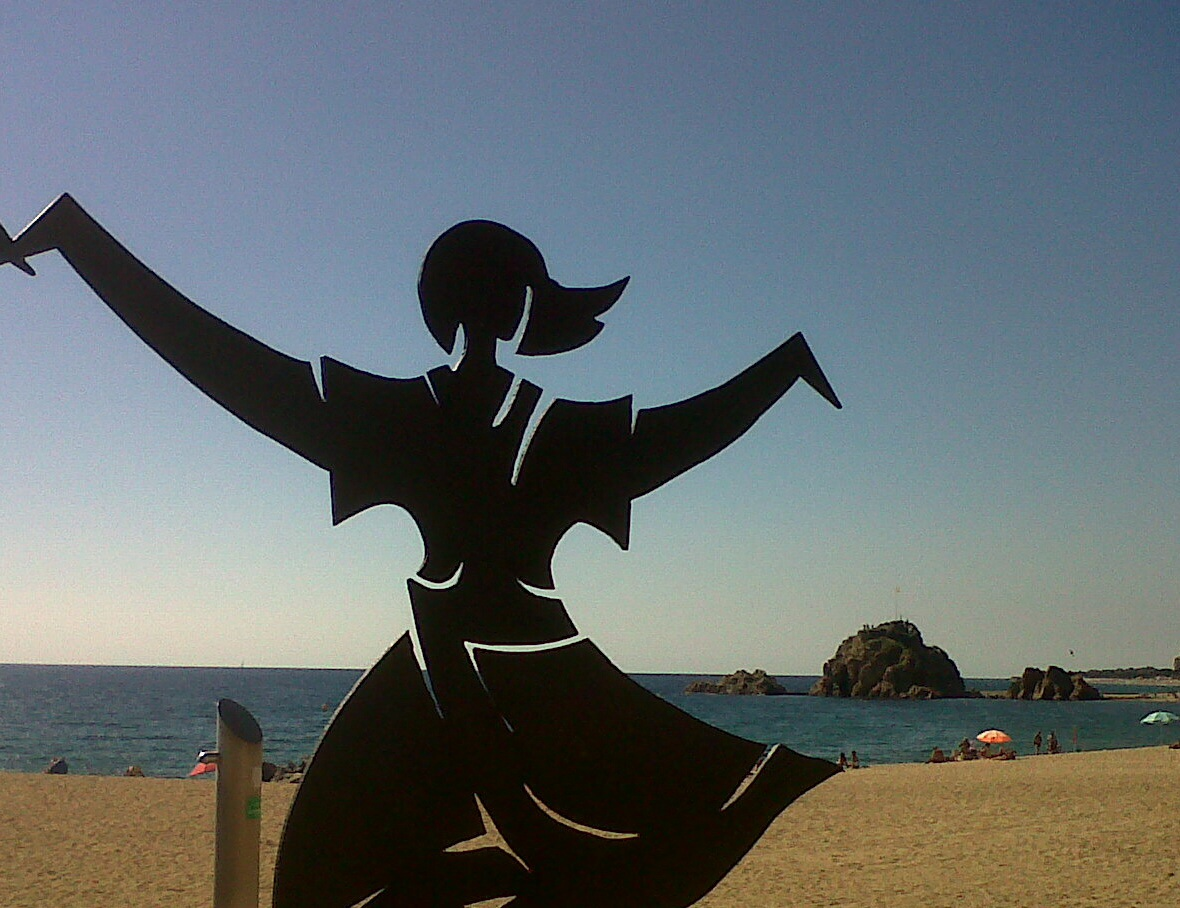
Roca Sa Palomera al fondo y, en primer término, mujer de la escultura Al Sardanista del escultor Francesc Ros i Portas

Fue filmada en la década de los años veinte cuando el paisaje de la Costa Brava empezaba a interesar a los cineastas españoles. Junto con Lo más sublime, fueron rodadas otras películas en la misma época:  Lilian (1921), Entre marinos (1920), El místic (1926), Baixant de la font del gat (1927), etc. Los exteriores fueron rodados en Blanes y en la costa, entre Blanes, Lloret de Mar y Tosa de Mar. Al comienzo de la película se ofrece una panorámica de San Cebrián  filmada desde la roca Sa Palomera, en Blanes, considerada como el principio de la Costa Brava.
El 20 de septiembre de 1927 se realizó una primera proyección en pruebas para la crítica que aconsejó suprimir y recortar intertitulos, así como eliminar algunas escenas del filme antes de presentarlo al gran público. Con estos cambios se auguraba un gran éxito en España y aspiraciones en las pantallas del extranjero. Lo más sublime se estrenó en el Teatre Novedades el lunes 9 de julio de 1928. El precio de la entrada de butaca era de 0,75 céntimos i la general de 0,40.
En el año 1992, una copia de la película, conservada en el soporte original de nitrocelulosa por los hijos del productor ejecutivo, Albert y Josep María Casals Martorell, fue recuperada por la Filmoteca de Catalunya que la transfirió a un soporte que permitiese su proyección con garantías de seguridad. El 31 de enero de 1994 Lo más sublime se reestrenó en el Cine Alcázar,  con el acompañamiento al piano de Joan Pineda, coincidiendo con la inauguración de la exposición de material publicitario, correspondiente a los años desde 1925 a 1936, de la empresa de distribución catalana Mundial Film.

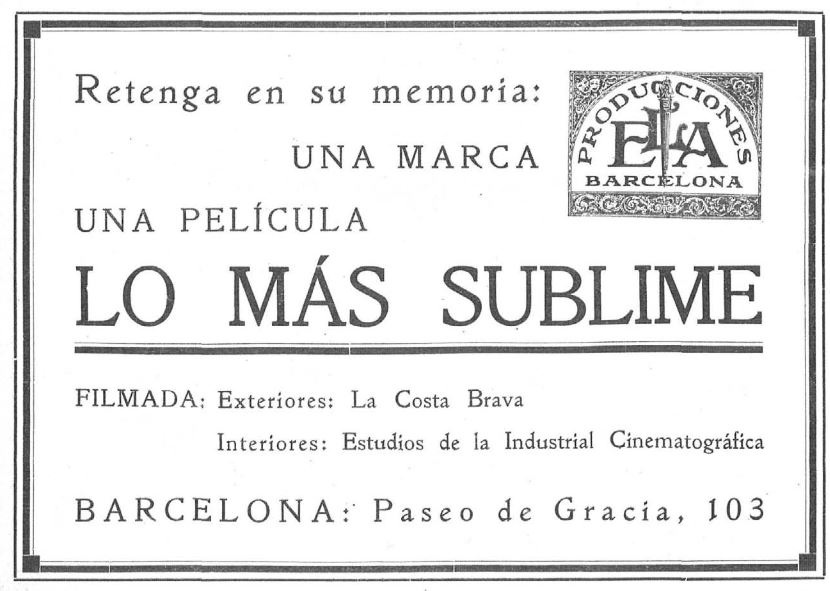
Publicidad en la revista Popular Film del 21 de julio de 1927